# Euxoa furtiva
Euxoa furtiva är en fjärilsart som beskrevs av Smith 1890. Euxoa furtiva ingår i släktet Euxoa och familjen nattflyn. Inga underarter finns listade i Catalogue of Life.